# Błażej Litwin
Błażej Litwin (zm. 1497 w Bydgoszczy) – bernardyn, brat zakonny.
Pochodził z Litwy. Do Bydgoszczy przybył prawdopodobnie w 1480 r., razem z Michałem Balem, Stanisławem z Kłobucka i nieznanym z imienia bratem zakonnym w celu założenia tu konwentu. Prowadził budowę kościoła i klasztoru bernardynów (1480–1485). Wykonał osobiście m.in. zakrystię na polecenie gwardiana Sebastiana z Bieczyny. 
Miał opinię ojca „najprostszego i najpobożniejszego”. Zmarł 15 kwietnia 1497 r. w Bydgoszczy, w wyniku zarazy grasującej w mieście. Pochowano go przy bydgoskim klasztorze.